# Bjurholms kommun
Bjurholm kommune ligger i Västerbottens län i landskapet Ångermanland i landsdelen Norrland i Sverige. Kummunen har grænser til nabokommunerne Nordmaling, Vännäs, Vindeln, Lycksele og Åsele i Västerbottens län og til Örnsköldsvik i Västernorrlands län. Kommunens administrationscenter ligger i byen Bjurholm, der i 2010 havde 968 indbyggere.
Bjurholm er Sveriges mindste kommune målt i befolkning.

## Historie
Bjurholm sogn brød i 1808 ud fra Nordmaling sogn. Da kommunalforordningen af 1862 trådte i kraft blev sognet en landskommune. Municipalsamhället Bjurholm blev etableret i 1934 og opløst i 1962. I 1974 blev Bjurholm kommun indlemmet i Vännäs kommune, men af forskellige årsager blev Bjurholm igen udskilt som selvstændig kommune igen i 1983.

## Venskabsbyer
Bjurholm kommune har to venskabsbyer:
- Bardu, Norge
- Kuivaniemi, Finland

## Eksterne kilder og henvisninger
1. ↑  Folkmängd i riket, län och kommuner 30 september 2012 och befolkningsförändringar 1 juli - 30 september 2012. Statistiska centralbyrån (30. september 2012).
2. ↑  Statistiska centralbyrån - Folkmängd i riket, län och kommuner efter kön och ålder 31 december 2009
3. ↑  "Kommunens offisielle hjemmeside". Arkiveret fra originalen 19. februar 2012. Hentet 3. januar 2013.

- Bjurholm kommune – officiel hjemmeside

- Wikimedia Commons har flere filer relateret til Bjurholms kommun

63°56′N 19°13′Ø / 63.933°N 19.217°Ø